# 钻嘴鱼
钻嘴鱼（学名：Chelmon rostratus）為輻鰭魚綱鱸形目蝴蝶魚科的其中一種。又稱长吻钻嘴鱼、鑽嘴魚、短火箭、三間火箭，香港稱畢畢、荷包魚。

## 分布
本魚分布於印度西太平洋區，包括模里西斯、安達曼海、馬來西亞、新加坡、泰國、菲律賓、印尼、中國沿海、日本、台灣、越南、新幾內亞、澳洲等地水深1至30公尺的海域。该物种的模式产地在东南亚。

## 特徵
本魚吻突出，呈管狀。體色為銀色，體側具有5條具黑邊的深橘色直條紋，第一條通過眼睛，第四條條紋上有一具白邊的眼斑，第五條穿過背鰭和臀鰭的後部。尾鰭基部為橙紅色。鰭硬棘9枚、軟條28至30枚；臀鰭硬棘3枚、軟條19至21枚。體長可達20公分。

## 生態
本魚為常見的種類，棲息在岩岸與珊瑚礁，也出現在河口與有淤泥的岩礁內側中，常成對出現，具有領域性，為肉食性。

## 經濟利用
為觀賞性魚類，不供食用。